# Prelatura territoriale di Schneidemühl

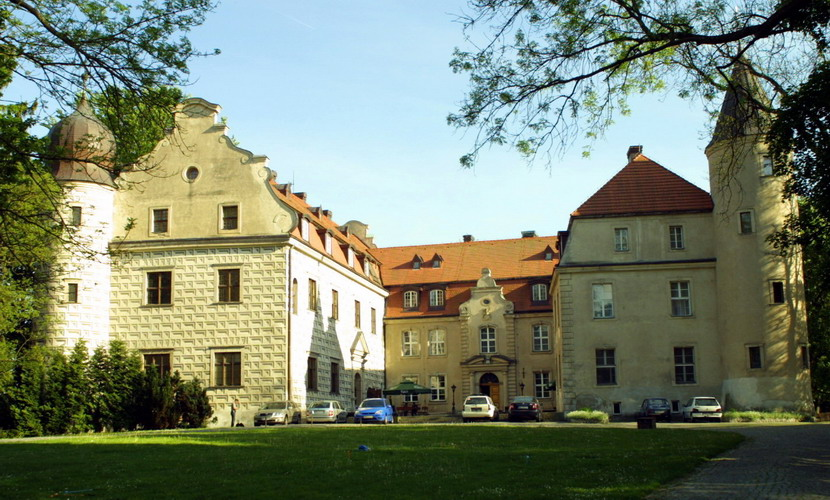
Il castello di Tuczno, sede degli amministratori di Tütz dal 1923 al 1927.

La prelatura territoriale di Schneidemühl (in latino: Territorialis Praelatura Schneidemühlensis) è una sede soppressa della Chiesa cattolica in Germania.

## Storia
Il trattato di Versailles del 1919, dopo la prima guerra mondiale, aveva deciso di ripristinare la nazione polacca, che non esisteva più come Stato libero dall'inizio dell'Ottocento, con territori scorporati dai tre imperi soppressi, e cioè l'impero tedesco, l'impero austro-ungarico e l'impero russo.
L'arcidiocesi di Gniezno e Poznań e la diocesi di Kulm (in polacco: Chełmno) furono comprese nella nuova Polonia. Tuttavia porzioni di queste diocesi rimasero in territorio tedesco (la repubblica di Weimar), divise dal nuovo confine di Stato. Si trattava della marca di Posen-Prussia Occidentale, appartenente all'arcidiocesi di Gniezno e Poznań, e della terra di Lauenburg e Bütow, nella provincia della Pomerania, appartenente alla diocesi di Kulm.
Il 1º maggio 1923 la Santa Sede eresse i territori della marca di Posen-Prussia Occidentale e della terra di Lauenburg e Bütow in amministrazione apostolica con sede nella città di Tütz (in polacco: Tuczno) e nominò come primo amministratore apostolico Robert Weimann, già canonico della cattedrale di Poznań e dal 1920 delegato dell'arcivescovo di Gniezno e Poznań per i territori dell'arcidiocesi sul suolo tedesco. Gli succedette nel 1925 Maximilian Kaller, che spostò la sede da Tütz a Schneidemühl (in polacco: Piła) nel 1927.
In seguito al concordato con la Prussia del 1929 e con la bolla Pastoralis officii nostri di papa Pio XI del 13 agosto 1930, l'amministrazione apostolica di Schneidemühl fu eretta in prelatura nullius, suffraganea dell'arcidiocesi di Breslavia contestualmente elevata al rango di sede metropolitana. Fu eretta a cattedrale della prelatura la chiesa della Sacra Famiglia e venne nominato come primo prelato Franz Hartz, canonico del capitolo della cattedrale di Berlino.
La bolla definiva anche il territorio di competenza della prelatura, costituito dai decanati di Betsche, Bomst, Deutsch Krone, Flatow, Fraustadt, Lauenburg in Pomerania, Schlochau e Schneidemühl. Nel 1933 la prelatura si estendeva su 9.601 km² ed era suddivisa in 74 parrocchie, distribuite in quattro territori non contigui tra loro lungo il confine che da nord a sud separava la Germania dalla Polonia; erano censiti 135.310 fedeli cattolici su 427.522 abitanti, con 123 sacerdoti.
In seguito ai trattati di pace che seguirono alla seconda guerra mondiale e alla nascita del nuovo confine di Stato tra Germania e Polonia sulla linea Oder-Neiße, la prelatura venne a trovarsi interamente nello Stato polacco. Tuttavia l'instaurarsi dei regimi comunisti impedì ogni trattativa per la riorganizzazione dei territori delle diocesi coinvolte; questa situazione di stallo durò fino al 1972.
Il prelato Franz Hartz rimase in sede fino a gennaio 1945, ma dovette poi fuggire, come tutta la popolazione tedesca della prelatura, di fronte all'avanzata delle truppe sovietiche; morirà nel 1953 senza aver mai dato ufficialmente le dimissioni. Al termine della guerra, la Santa Sede nominò Edmund Nowicki amministratore sede plena dei territori ex tedeschi, ora in territorio polacco, della diocesi di Berlino e della prelatura di Schneidemühl, con sede a Gorzów Wielkopolski; ma a causa della politica anticlericale del presidente Bolesław Bierut, Nowicki fu espulso dal Paese nel 1951. La prelatura fu affidata allora ai vicari capitolari Tadeusz Załuczkowski (1951-1952) e Zygmunt Szelążek (1952-1956) e successivamente agli amministratori apostolici, con carattere episcopale, Teodor Bensch (1956-1958) e Wilhelm Pluta (1958-1972).
Finalmente nel 1972 un accordo tra Santa Sede e governo polacco permise di ridefinire le circoscrizioni ecclesiastiche polacche nella parte occidentale del Paese. La prelatura di Schneidemühl fu così soppressa de facto con la bolla Episcoporum Poloniae del 28 giugno 1972 ed il suo territorio incorporato nelle nuove diocesi di Koszalin-Kołobrzeg e di Gorzów (oggi diocesi di Zielona Góra-Gorzów).

## Cronotassi
Amministratori apostolici di Tütz
- Robert Weimann † (1º maggio 1923 - 10 agosto 1925 deceduto)
- Maximilian Kaller † (1925 - 2 settembre 1930 nominato vescovo di Varmia)

Prelati di Schneidemühl
- Franz Hartz † (21 febbraio 1931[5] - 15 febbraio 1953 deceduto)

Amministratori della prelatura di Schneidemühl
- Edmund Nowicki † (15 agosto 1945 - 1º dicembre 1956 nominato vescovo coadiutore di Danzica)
- Teodor Bensch † (1º dicembre 1956 - 7 gennaio 1958 deceduto)
- Wilhelm Pluta † (4 luglio 1958 - 28 giugno 1972 nominato vescovo di Gorzów)

## Statistiche
| anno | popolazione | popolazione | popolazione | presbiteri | presbiteri | presbiteri | presbiteri                | diaconi | religiosi | religiosi | parrocchie |
| anno | battezzati  | totale      | %           | numero     | secolari   | regolari   | battezzati per presbitero | diaconi | uomini    | donne     | parrocchie |
| ---- | ----------- | ----------- | ----------- | ---------- | ---------- | ---------- | ------------------------- | ------- | --------- | --------- | ---------- |
| 1950 | 980.713     | 1.178.577   | 83,2        | 325        | 214        | 111        | 3.017                     |         |           | 311       | 242        |
| 1958 | 500.000     | 550.000     | 90,9        | 250        | 150        | 100        | 2.000                     |         |           |           | 100        |